# Hamilton Crescent
Hamilton Crescent – stadion do krykieta w Glasgow (w dzielnicy Partick), w Szkocji (Wielka Brytania). Obiekt jest domową areną klubu krykietowego West of Scotland Cricket Club. 30 listopada 1872 roku na tym stadionie odbyło się pierwsze w historii oficjalne spotkanie piłkarskich reprezentacji narodowych (Szkocja – Anglia 0:0).

## Historia
Stadion na co dzień służy rozgrywaniu meczów krykietowych. Gospodarzem obiektu od początków swego istnienia (1862) jest klub West of Scotland Cricket Club (teren ten już wcześniej zresztą używany był do gry w krykieta). Na obiekcie grywała również m.in. reprezentacja Szkocji w krykiecie i rozgrywano finały krykietowego Pucharu Szkocji. W 2000 roku na Hamilton Crescent odbyło się pięć spotkań mistrzostw Europy w krykiecie.
Stadion był także areną pierwszego w historii oficjalnego spotkania piłkarskich reprezentacji narodowych. 30 listopada 1872 roku na tym obiekcie zmierzyły się ze sobą reprezentacje Szkocji i Anglii. Mecz zakończył się wynikiem bezbramkowym. Piłkarska reprezentacja Szkocji rozegrała później na Hamilton Crescent jeszcze trzy spotkania, 7 marca 1874 roku z Anglią (2:1), 4 marca 1876 roku ponownie z Anglią (3:0) i 25 marca 1876 roku z Walią (4:0). Ostatnie z tych spotkań było pierwszym meczem reprezentacji Walii w historii.
17 marca 1877 roku na stadionie rozegrano mecz finałowy piłkarskiego Pucharu Szkocji sezonu 1876/1877 (była to czwarta edycja tych rozgrywek). W finale zmierzyły się ze sobą zespoły Vale of Leven i Rangers (obydwa kluby po raz pierwszy zagrały wówczas w finale Pucharu). Mecz zakończył się wynikiem 1:1 i według ówczesnych regulacji dla rozstrzygnięcia rywalizacji należało rozegrać kolejne spotkanie w innym terminie. Powtórzony finał odbył się 7 kwietnia 1877 roku również na Hamilton Crescent. W rewanżu ponownie padł remis 1:1, w związku z czym zarządzono kolejną powtórkę. Trzeci mecz finałowy rozegrano 13 kwietnia 1877 roku, jednak tym razem zmieniono miejsce rozegrania finału na Hampden Park. W trzecim spotkaniu lepsza okazała się drużyna Vale of Leven, wygrywając 3:2 i zdobywając ostatecznie trofeum.
Obiekt wykorzystywany był też m.in. do rozgrywania meczów rugby union. 10 stycznia 1885 roku w ramach Home Nations Championship na Hamilton Crescent zmierzyły się ze sobą reprezentacje Szkocji i Walii (0:0).